# ピート・ジョンソン
ピート・ジョンソン（Pete Johnson、1904年3月25日 - 1967年3月23日）は、アメリカ合衆国のブギウギ、ジャズ・ピアニスト。
音楽記者トニー・ラッセルは、著書『The Blues - From Robert Johnson to Robert Cray』で、「ブギウギ・トリオの他の2人（ミード・ルクス・ルイス、アルバート・アモンズ）と同様、ジョンソンは超絶技巧とメロディーの豊かさを誇り、ブギウギを楽しいものにした。バンドでやるのも好きだった。伴奏するときは歌手よりでしゃばることはなかった」と書いた。
オールミュージックのスコット・ヤナウは「ジョンソンはミード・ルクス・ルイスやアルバート・アモンズとともにブギウギの三羽烏で、1930年代末に突然頭角を現し、ブギウギを流行らせた」と書いた。

## 略歴

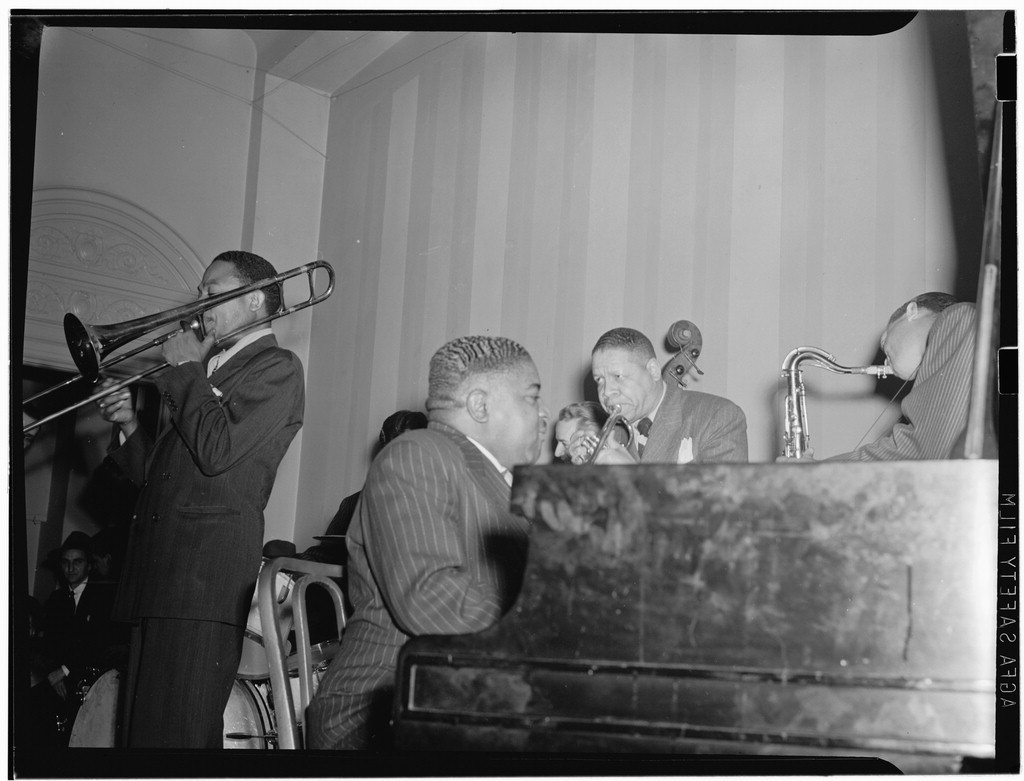
レスター・ヤングなどと（1940年）

1904年、ミズーリ州カンザスシティで生まれる。1922年にドラマーとしてキャリアを開始。1926年から1938年にかけて、ピアニストとして頻繁にビッグ・ジョー・ターナーと共演した。 
1936年にジョン・ハモンドと出会い、ニューヨークのダンスホール「Famous Door」と契約。1938年、ターナーと共にカーネギー・ホールの「フロム・スピリチュアルズ・トゥ・スウィング (From Spirituals to Swing)」コンサートに出演して「ロール・エム・ピート」を演奏。その後、ブギウギの人気が爆発した。この時期、ターナー、ミード・ルクス・ルイス、アルバート・アモンズとツアーや録音を行っている。ルイス、アモンズとは、共に短編映画『Boogie-Woogie Dream』（1941年）に出演。
ターナーと共作し、ターナーが歌った「ロール・エム・ピート」は「最初のロックンロール・レコード」の一枚とされている。ターナーとは「Johnson and Turner Blues」も録音。1949年、両面シングル「Rocket 88 Boogie」を録音。1951年のアイク・ターナーのヒット「Rocket 88」に影響を与えた。 
1940年代後半に初期のコンセプト・アルバム『House Rent Party』を録音。新築の家でジョンソンが一人で演奏しているとJ・C・ヒギンボサムやJ・C・ハードといった他のカンザスシティの演奏家たちがやってきて、それぞれのソロ演奏があったあとみんなで合奏するという趣向。ジョンソンはストライド奏法をたっぷり披露した。
1950年、ニューヨークのバッファローに移住。この期間に、事故で指の一部を失ったり、脳卒中によって部分的に麻痺したりするなど、いくつかの健康と経済的な問題に直面したが、その後も音楽活動を続けた。1958年にはJ.A.T.P.（ジャズ・アット・ザ・フィルハーモニー管弦楽団）でヨーロッパをツアーした。最後の公演は1967年1月の「Spirituals to Swing」コンサートだった。
1967年3月にバッファローのマイヤー病院にて62歳で死去。

## 主要曲
- "1280 Stomp"
- "627 Stomp"
- "Basement Boogie"
- "Buss Robinson Blues"
- "Cherry Red"
- "Death Ray Boogie"
- "Goin' Away Blues"
- "Holler Stomp"
- "Just for You"
- "Lone Star Blues"
- "Pete's Blues"
- "Pete's Lonsome Blues"
- "Rebecca"
- "Roll 'Em Pete"

## ディスコグラフィ

### アルバム
- 8 to the Bar (1941年、RCA Victor) ※with アルバート・アモンズ
- 『ハウス・レント・パーティ』 - Pete's Blues (1958年、Savoy) ※1946年録音
- 『ピアノ・ブギ・アンド・バラード』 - Swings The Boogie (1958年、Crown) ※with ハダ・ブルックス。旧邦題『ブギー・バトル』
- Boogie Woogie Mood (1940–1944) (1970年、MCA)
- Master of Blues and Boogie Woogie (1974年、Oldie Blues)
- Master of Blues and Boogie Woogie, Vol. 2 (1975年、Oldie Blues)
- Master of Blues and Boogie Woogie, Vol. 3 (1982年、Oldie Blues)
- King of Boogie (1992年、Milan)
- 『セントラル・アヴェニュー・ブギ』 - Central Avenue Boogie (1993年、Delmark)
- The Chronological Pete Johnson 1938–1939 (1996年、Classics)
- The Chronological Pete Johnson 1939–1941 (1996年、Classics)
- The Chronological Pete Johnson 1944–1946 (1997年、Classics)
- Blues & Boogie Woogie Master 1938/1946 (1998年、EPM Musique)
- Roll 'Em Pete (1999年、Pearl)
- St. Louis Parties of July 20 & August 1, 1954 (1999年、Document)
- The Chronological Pete Johnson 1947–1949 (2000年、Classics)
- Atomic Boogie: The National Recordings 1945–1947 (2001年、Savoy Jazz)

### アンソロジー
- Boogie Woogie (1983年、Murray Hill)
- The Boogie Woogie Boys (1994年、Magpie)
- Boogie Woogie Giants (1995年、Jazz Hour)
- Boogie Woogie (2005年、Membran) ※10枚組
- Boogie Woogie and Blues Piano (2008年、Mosaic)